# ウラジミール・ヴェガ
ウラジミール・ヴェガ（Vladimir Vega）はチリ出身でイギリスで活躍する俳優・ミュージシャン。
ピノチェト政権下で5年服役した経験がある。その後イングランドに渡り、音楽活動を続けていたが、1994年にケン・ローチ監督の「レディバード・レディバード」で主人公ホルヘを演じて俳優としてデビューした。

## 主な出演作品
- レディバード・レディバード Ladybird Ladybird (1994)
- エリザベス Elizabeth (1998)
- テイラー・オブ・パナマ The Tailor of Panama (2001)
- 11'09''01/セプテンバー11 11'9''01 September 11 (2002) 脚本・作曲も